# Corvallis, Oregon
Corvallis (pronunție, AFI, [ ˌkɔɹ ˈvæl ɪs ]) este un oraș universitar situat în zona central-vestică a statului  Oregon,  Statele Unite ale Americii.  Numit la început Marysville, după una din fondatorii așezării, Mary Lloyd, Adunarea Legislativă a statului a schimbat numele așezării în Corvallis în 1853, utilizând expresia din latină cor vallis, care semnifică "inima văii".  Corvallis a primit statutul de oraș în 1857.  Orașul este sediul comitatului Benton.
Conform Biroului de Recensământ al Statelor Unite, în iulie 2004, populația orașului era estimată la 50.380.  Ziarul local, The Corvallis Gazette-Times are un tiraj săptămânal de 11.524 și un tiraj duminical de 12.021.